# Диалект Чжанчжоу
Диалект Чжанчжоу (漳州話 / 漳州话 Chiang-chiu-ōa) — диалект языка хокло, распространённый в городе Чжанчжоу китайской провинции Фуцзянь.

## Классификация
В узком смысле диалектом Чжанчжоу называют диалект городской его части — районов Сянчэн и Лунвэнь. В широком смысле чжанчжоускими называют все близкие к нему южные диалекты хокло.
Сельские диалекты северной части городского округа Чжанчжоу (Хуаань, Наньцзин, Лунхай, часть Пинхэ) наиболее близки городскому диалекту Чжанчжоу, хотя всё равно обнаруживают некоторое отличия от него. Диалект уезда Чантай, ныне подчинённого Чжанчжоу, но исторически относившегося к Цюаньчжоу, является смешанным, и имеет черты как южных, так и северных диалектов хокло.
Диалекты южных уездов Чжанчжоу (Чжанпу, Юньсяо, Дуншань, Чжаоань) заметно отличается от городского, отдельные их черты имеют схожести с чаошаньским языком. Например, городским чжанчжоуским финалями /iŋ/, /ik/, /ɔ/, /e/ в них соответствует /eŋ/, /ek/, /ou/, /ei/.
Диалект Чжанчжоу взаимопонятен с другими диалектами языка хокло. Его лексическая схожесть с амойским диалектом составляет 89 %, с городским диалектом Цюаньчжоу — 79,7 %.

## История
До конца XVII века основным портом южной Фуцзяни был порт Гуэкан в окрестностях Чжанчжоу. Из-за этого мигранты из Чжанчжоу расселялись по всей Юго-Восточной Азии и стали первыми хокло, с которыми контактировали европейцы. Из-за этого ранние заимствования из хокло в европейские языки имеют чжанчжоускую форму: например, к таким словам относятся Amoy «Амой» (от 廈門 Ēe-mûi), tea «чай» (茶 têe), ketchup «кетчуп» (膎汁 kê-chiap).
Самое раннее описание диалекта Чжанчжоу содержится в словаре-рифмовнике «Пятнадцать звуков из свода изысканного и народного» (彙集雅俗通十五音 Lūi-chi̍p Ngé-sio̍k-thong Si̍p-ngó͘-im), составленном в конце XVIII — начале XIX веков. В 1832 году миссионер Вальтер Генри Медхёрст на Филиппинах составил на основе этого рифмовника свой хокло-английский словарь.

## Фонетика
В диалекте Чжанчжоу 15 инициалей. Как и другие диалекты языка хокло, чжанчжоуский различает глухие, придыхательные и звонкие согласные. Носовые согласные ([m], [n] и [ŋ]) считаются аллофонами звонких (/b/, /l/ и /g/), используемыми в слогах с назализацией.
|                     |                | Губные            | Альвеолярные | Альвеолярные     | Велярные          | Глоттальные |
| простые             | сибилянты      | Губные            |              |                  | Велярные          | Глоттальные |
| ------------------- | -------------- | ----------------- | ------------ | ---------------- | ----------------- | ----------- |
| Взрывные/ Аффрикаты | простые        | /p/ ⟨p⟩ 邊 / 边   | /t/ ⟨t⟩ 地   | /ts/ ⟨ch⟩ 曾     | /k/ ⟨k⟩ 求        | /ʔ/ ⟨-⟩ 英  |
| Взрывные/ Аффрикаты | придыхательные | /pʰ/ ⟨ph⟩ 頗 / 颇 | /tʰ/ ⟨th⟩ 他 | /tsʰ/ ⟨chh⟩ 出   | /kʰ/ ⟨kh⟩ 氣 / 气 |             |
| Взрывные/ Аффрикаты | звонкие        | /b/ ⟨b⟩ 門 / 门   |              | /dz/ ⟨j⟩ 熱 / 热 | /g/ ⟨g⟩ 語 / 语   |             |
| Фрикативные         | Фрикативные    |                   |              | /s/ ⟨s⟩ 時 / 时  |                   | /h/ ⟨h⟩ 喜  |
| Латеральные         | Латеральные    |                   | /l/ ⟨l⟩ 柳   |                  |                   |             |

В диалекте Чжанчжоу есть 80~90 финалей (точное число зависит от того, включаются ли в него редкие финали из звукоподражаний и междометий.
|       |                  | открытые финали | открытые финали | открытые финали | открытые финали | открытые финали | открытые финали | открытые финали | финали с терминалью | финали с терминалью | финали с терминалью | финали с терминалью | финали с терминалью | финали с терминалью | финали с терминалью | финали с назализацией | финали с назализацией | финали с назализацией | финали с назализацией | финали с назализацией |
| ----- | ---------------- | --------------- | --------------- | --------------- | --------------- | --------------- | --------------- | --------------- | ------------------- | ------------------- | ------------------- | ------------------- | ------------------- | ------------------- | ------------------- | --------------------- | --------------------- | --------------------- | --------------------- | --------------------- |
| /-∅-/ | не-входящие тоны | /a/ 阿          | /ɔ/ 烏/乌       | /o/ 好          | /e/ 鞋          | /ɛ/ 家          | /ai/ 愛/爱      | /au/ 歐/欧      | /m̩/ 毋              | /am/ 庵             | /ɔm/ 森             | /an/ 按             | /ŋ̍/ 霜              | /aŋ/ 港             | /ɔŋ/ 王             | /ã/ 餡/馅             | /ɔ̃/ 毛                | /ɛ̃/ 暝                | /ãi/ 妹               | /ãu/ 矛               |
| /-∅-/ | входящий тон     | /aʔ/ 鴨/鸭      | /ɔʔ/ 嘔/呕      | /oʔ/ 學/学      | /eʔ/ 八         | /ɛʔ/ 百         |                 | /auʔ/ 落        | /m̩ʔ/ 默             | /ap/ 合             | /ɔp/ 啑             | /at/ 達/达          | /ŋ̍ʔ/ 嗆/呛          | /ak/ 六             | /ɔk/ 國/国          | /ãʔ/ 焓               | /ɔ̃ʔ/ 膜               | /ɛ̃ʔ/ 脈/脉            |                       | /ãuʔ/ 澩/泶           |
| /-i-/ | не-входящие тоны | /i/ 魚/鱼       | /ia/ 椰         | /io/ 叫         |                 | /iu/ 油         | /iau/ 鳥/鸟     |                 | /im/ 心             | /iam/ 薟/莶         | /in/ 今             | /ian/ 燕            | /iŋ/ 星             | /iaŋ/ 央            | /iɔŋ/ 衝/冲         | /ĩ/ 圓/圆             | /iã/ 影               | /iɔ̃/ 娘               | /iũ/ 妞               | /iãu/ 貓/猫           |
| /-i-/ | входящий тон     | /iʔ/ 滴         | /iaʔ/ 頁/页     | /iɔʔ/ 諾/诺     | /ioʔ/ 藥/药     | /iuʔ/ 喌        | /iauʔ/ 寂       |                 | /ip/ 入             | /iap/ 葉/叶         | /it/ 必             | /iat/ 滅/灭         | /ik/ 色             | /iak/ 約/约         | /iɔk/ 祝            | /ĩʔ/ 物               | /iãʔ/ 嚇/吓           |                       |                       | /iãuʔ/ 蟯/蛲          |
| /-u-/ | не-входящие тоны | /u/ 有          | /ua/ 花         | /ue/ 火         | /ui/ 水         | /uai/ 歪        |                 |                 | /un/ 溫/温          | /uan/ 完            |                     |                     |                     |                     |                     | /uã/ 山               | /uĩ/ 黃/黄            | /uãi/ 檨/檨           |                       |                       |
| /-u-/ | входящий тон     | /uʔ/ 托         | /uaʔ/ 辣        | /ueʔ/ 郭        |                 |                 |                 |                 | /ut/ 骨             | /uat/ 越            |                     |                     |                     |                     |                     |                       |                       | /uãiʔ/ 跩             |                       |                       |

1. 1 2  Финали /ian/, /iat/ фактически реализуются как [iɛn~iən], [iɛt~iət].
2. 1 2  Финали /iŋ/, /ik/ фактически реализуются как [iɪŋ~iəŋ], [iɪk~iək].

В диалекте Чжанчжоу есть семь тонов, а также нейтральный тон. В сочетаниях тоны претерпевают сандхи.
|    | в изоляции  | в изоляции | в изоляции | в изоляции |      | после сандхи | после сандхи | после сандхи | после сандхи |
| 平 | 上          | 去         | 入         | 平         | 上   | 去           | 入           |              |              |
| -- | ----------- | ---------- | ---------- | ---------- | ---- | ------------ | ------------ | ------------ | ------------ |
| 陰 | 44 ˦ ~34 ˧˦ | 53 ˥˧      | 21 ˨˩      | 32 ˧˨      | 22 ˨ | 44 ˦~34 ˧˦   | 53 ˥˧        | 54 ˥˦        |              |
| 陽 | 13 ˩˧       | 22 ˨       | 22 ˨       | 121 ˩˨˩    | 22 ˨ | 21 ˨˩        | 21 ˨˩        | 21 ˨˩        |              |

1. 1 2  В большинстве описаний этот тон всё ещё обозначается как высокий 44, но современные измерения показали, что его контур является восходящим[5].
2. ↑  Также описывается как высокий ровный 4 ˦ или 5 ˥, но измерения показывают, что он имеет падающий контур, ближе к укороченном тону 陰去 после сандхи (53 ˥˧)[5].

Примеры тоновых сандхи:
- 詩經 /si˦ kiŋ˦/ → [si˨ kiŋ˦]
- 南京 /lam˩˧ kiã˦/ → [lam˨ kiã˦]
- 紙箱 /tsua˥˧ siɔ̃˦/ → [tsua˦ siɔ̃˦]
- 世間 /si˨˩ kan˦/ → [si˥˧ kan˦]
- 是非 /si˨ hui˦/ → [si˨˩ hui˦]
- 接收 /tsiap˧˨ siu˦/ → [tsiap˥˦ siu˦]
  - также: 鐵釘 /tʰiʔ˧˨ tiŋ˦/ → [tʰi˥˧ tiŋ˦] (гортанная смычка выпадает в потоке речи)
- 立春 /lip˩˨˩ tsʰun˦/ → [lip˨˩ tsʰun˦]
  - также: 石山 /tsioʔ˩˨˩ suã˦/ → [tsio˨˩ suã˦] (гортанная смычка выпадает в потоке речи)